# Rejon zaporoski (1965–2020)
Rejon zaporoski – jednostka administracyjna wchodząca w skład obwodu zaporoskiego Ukrainy.
Rejon utworzony w 1923, ma powierzchnię 1460 km² i liczy około 55 tysięcy mieszkańców. Siedzibą władz rejonu jest Zaporoże.
Na terenie rejonu znajdują się 3 osiedlowe rady i 16 silskich rad, obejmujących w sumie 60 wsi i 7 osad.